# Вислогузов (хутор)
Вислогузов — хутор в Боковском районе Ростовской области.
Входит в состав Каргинского сельского поселения.

## География
На хуторе имеется одна улица: Вислогузовская.

## Население
| 1989 | 2002 | 2010 |
| ---- | ---- | ---- |
| 115  | ↘84  | ↘69  |

## Достопримечательности
Территория Ростовской области была заселена еще в эпоху неолита. Люди, живущие на древних стоянках и поселениях у рек, занимались в основном собирательством и рыболовством. Степь для скотоводов всех времён была бескрайним пастбищем для домашнего рогатого скота. От тех времен осталось множество курганов с захоронениями  жителей этих мест. Курганы и курганные группы находятся на государственной охране.
Поблизости от территории хутора Вислогузов Боковского района расположено несколько достопримечательностей – памятников археологии. Они охраняются в соответствии с Федеральным законом от 25.06.2002 N 73-ФЗ "Об объектах культурного наследия (памятниках истории и культуры) народов Российской Федерации", Областным законом от 22.10.2004 N 178-ЗС "Об объектах культурного наследия (памятниках истории и культуры) в Ростовской области", Постановлением Главы администрации РО от 21.02.97 N 51 о принятии на государственную охрану памятников истории и культуры Ростовской области и мерах по их охране и др.
- Курган  "Вислогузов I". Расположен в 2,9 км к северо-востоку от хутора Вислогузова.
- Курган  "Вислогузов II". Расположен около 1,0 км к юго-востоку от хутора Вислогузова.
- Курган  "Вислогузов V". Расположен около  2,0 км к юго-западу от хутора Вислогузова.
- Курганная группа "Вислогузов III" из 4 курганов. Расположен в 2,0 км к югу от хутора Вислогузова.
- Курганная группа "Вислогузов IV" из 2 курганов. Расположен в 2,2 км к юго-западу от хутора Вислогузова[4].